# 193. pehotna brigada (ZDA)
193. pehotna brigada (izvirno angleško 193rd Infantry Brigade) je bila pehotna brigada Kopenske vojske Združenih držav Amerike.